# Pekka Kuusisto
Pekka Taneli Kuusisto, född 7 oktober 1976 i Esbo, är en finländsk violinist. Han är son till tonsättaren Ilkka Kuusisto och bror till tillika violinisten Jaakko Kuusisto.
Pekka Kuusisto började sin bana som treåring i Géza Szilvays TV-serie Viuluviikarit musiikkimaailmassa. Han har sedermera studerat för Tuomas Haapanen samt Miriam Fried och Paul Biss i USA. Han erhöll tredje pris i den danska Carl Nielsen-tävlingen 1992, första pris i violintävlingen i Kuopio 1995 och samma år, som den enda finländska violinisten hittills, första pris i Sibeliustävlingen. Den internationella karriär som därefter påbörjades har medfört samarbete med kända dirigenter som Jurij Temirkanov, Valerij Gergijev, Osmo Vänskä, Paavo Berglund, Vladimir Asjkenazi och Leif Segerstam. År 2013 erhöll han Nordiska rådets musikpris.
Kuusistos skivinspelningar omfattar bland annat Sibelius violinkonserter – för vilka han 1996 erhöll det engelska MIA Award-priset –, Sibelius E-dur-sonat tillsammans med Raija Kerppo och Double Row tillsammans med brodern Jaakko, med vilken han även anordnat festivaler. Hans konsertverksamhet är gränsöverskridande och omfattar jazz och folklore vid sidan av den klassiska repertoaren. Han har även odlat kombinationen violin och datormusik.

### Uppslagsverk
- Kuusisto, Pekka i Uppslagsverket Finland (webbupplaga, 2012). CC-BY-SA 4.0